# Leonardo Javier Ramos
Leonardo Javier Ramos (Marcos Paz, Provincia de Buenos Aires, Argentina; 21 de agosto de 1989) es un futbolista argentino. Juega como delantero y su primer equipo fue Nueva Chicago. Actualmente milita en Provincial Osorno de la Segunda División de Chile.

## Trayectoria
Ramos es un jugador surgido de la cantera del Club Atlético Nueva Chicago, club  en el que debutó en 2009. Su primera conversión en Primera división y único gol en los 15 partidos jugados con la verdinegra durante los dos años en Chicago fue en un partido contra Los Andes en Mataderos donde su equipo venció por 1 a 0 al visitante.
Pero en el 2010 decidieron cederlo al Club El Porvenir para ganar continuidad, sin embargo jugó 12 partidos sin convertir goles. Para el delantero, que no tenía lugar en el equipo, fue una buena oportunidad de demostrar que estaba a la altura de las circunstancias a pesar de no poder jugar tanta cantidad de partidos como quería.
En el segundo semestre del 2011, la dirigencia de Nueva Chicago lo volvió a ceder, pero esta vez a un equipo de la misma categoría: el Club Atlético General Lamadrid. En el "Carcelero" jugó 15 partidos y convirtió 2 goles. Sin embargo, al igual que en El Porvenir, Ramos no se logró adaptar al equipo y el cuerpo técnico no le daba muchas chances de adquirir continuidad.
Inesperadamente el club que militaba en la Primera C quiso dejarlo ir debido a los malos rendimientos del delantero. Por eso volvió a Nueva Chicago pero en períodos de transferencias Ramos ocupaba uno de los dos cupos que disponía el club para incorporaciones. El club de Mataderos no precisaba de sus servicios por lo que quedó en condición de "jugador libre".
Ramos quedó sin ningún club y, a principios del 2012, la Asociación Atlética Huracán Las Heras que disputaba el Torneo Argentino B quiso fichar al delantero debido a que el plantel necesitaba un goleador. Sin embargo, Ramos se mantuvo solo seis meses en la institución debido a que no tenía la continuidad que quería. No convirtió goles en los 10 partidos que disputó.
A mediados del 2012, el Club Deportivo Armenio de la Primera B contrató a Ramos necesitando un 9 de área que convierta goles. Este, en un principio, logró sumar continuidad en una categoría muy competitiva donde ya había jugado. Sin embargo, su mejor momento en el club se dio en el segundo semestre de 2013, allí el delantero marcó muchos goles.
A principios de 2014, el Club Estudiantes de La Plata, de la Primera División de Argentina convocó a Ramos debido a sus buenos rendimientos, para que haga la pretemporada con el plantel profesional del "Pincha". Sin embargo, el jugador no convenció al cuerpo técnico, por lo que volvió a mediados de enero a Armenio.
Al terminar la temporada Ramos fue el goleador de su equipo y del campeonato con 16 tantos. En total marcó 27 goles en 70 partidos jugados.
Una vez finalizado su contrato con Armenio, el delantero firmó contrato con el San Marcos de Arica de la Primera División de Chile
En enero de 2018 fue anunciado como refuerzo de los Cafetaleros de Tapachula de la Liga de Ascenso de México procedente del Renofa Yamaguchi FC de la J2 League de Japón.
.

### Lobos BUAP
El 31 de agosto de 2018 fue anunciado como refuerzo de los Lobos BUAP de la Primera División de México. El 16 de septiembre de 2018, durante su debut, anotó su primer gol para los licántropos en la derrota de visita por 2 a 4 contra los Pumas UNAM.

### Club León
El 1 de enero se hace oficial su traspaso al Club León de la Liga MX.

### Club Pachuca
El 1 de julio se hace oficial su préstamo al Club Pachuca de la Liga MX, en el que disputó 8 partidos en los que no anotó gol y nada más 1 asistencia.

### Club Bolívar
El 7 de enero de 2021 el entonces presidente del Bolívar presenta a Leo Ramos como el nuevo ariete en Bolívar para reemplazar al ex Goleador Marcos Riquelme también Argentino.

## Estadísticas
- Actualizado el 12 de octubre de 2024

| Club                        | Div.                | Temporada           | Liga | Liga | Copa Nacional | Copa Nacional | Copa Internacional | Copa Internacional | Total | Total |
| Club                        | Div.                | Temporada           | PJ   | G    | PJ            | G             | PJ                 | G                  | PJ    | G     |
| --------------------------- | ------------------- | ------------------- | ---- | ---- | ------------- | ------------- | ------------------ | ------------------ | ----- | ----- |
| Nueva Chicago Argentina     |                     |                     |      |      |               |               |                    |                    |       |       |
| 3.ª                         | 2009/10             | 10                  | 0    | -    | -             | -             | -                  | 10                 | 0     |       |
| 3.ª                         | 2010/11             | 4                   | 1    | -    | -             | -             | -                  | 4                  | 1     |       |
| Total                       | Total               | 14                  | 1    | -    | -             | -             | -                  | 14                 | 1     |       |
| El Porvenir Argentina       |                     |                     |      |      |               |               |                    |                    |       |       |
| 4.ª                         | 2009/10             | 12                  | 0    | -    | -             | -             | -                  | 12                 | 0     |       |
| Total                       | Total               | 12                  | 0    | -    | -             | -             | -                  | 12                 | 0     |       |
| Lamadrid Argentina          |                     |                     |      |      |               |               |                    |                    |       |       |
| 3.ª                         | 2011/12             | 15                  | 1    | 1    | 0             | -             | -                  | 16                 | 1     |       |
| Total                       | Total               | 15                  | 1    | 1    | 0             | -             | -                  | 16                 | 1     |       |
| Huracán Las Heras Argentina |                     |                     |      |      |               |               |                    |                    |       |       |
| 4.ª                         | 2011/12             | 10                  | 0    | -    | -             | -             | -                  | 10                 | 0     |       |
| Total                       | Total               | 10                  | 0    | -    | -             | -             | -                  | 10                 | 0     |       |
| Deportivo Armenio Argentina |                     |                     |      |      |               |               |                    |                    |       |       |
| 3.ª                         | 2012/13             | 37                  | 12   | 3    | 0             | -             | -                  | 40                 | 12    |       |
| 3.ª                         | 2013/14             | 30                  | 15   | 2    | 1             | -             | -                  | 32                 | 16    |       |
| Total                       | Total               | 67                  | 27   | 5    | 1             | -             | -                  | 72                 | 28    |       |
| San Marcos de Arica · Chile |                     |                     |      |      |               |               |                    |                    |       |       |
| 1.ª                         | 2014/15             | 29                  | 10   | 4    | 2             | -             | -                  | 33                 | 12    |       |
| Total                       | Total               | 29                  | 10   | 4    | 2             | -             | -                  | 33                 | 12    |       |
| Platanias · Grecia          |                     |                     |      |      |               |               |                    |                    |       |       |
| 1.ª                         | 2015/16             | 21                  | 4    | 3    | 3             | -             | -                  | 24                 | 7     |       |
| Total                       | Total               | 21                  | 4    | 3    | 3             | -             | -                  | 24                 | 7     |       |
| Atlanta Argentina           |                     |                     |      |      |               |               |                    |                    |       |       |
| 3.ª                         | 2016/17             | 34                  | 13   | 0    | 0             | -             | -                  | 34                 | 13    |       |
| Total                       | Total               | 34                  | 13   | 0    | 0             | -             | -                  | 34                 | 13    |       |
| Renofa Yamaguchi Japón      |                     |                     |      |      |               |               |                    |                    |       |       |
| 2.ª                         | 2017                | 17                  | 7    | -    | -             | -             | -                  | 17                 | 7     |       |
| Total                       | Total               | 17                  | 7    | -    | -             | -             | -                  | 17                 | 7     |       |
| Cafetaleros · México        |                     |                     |      |      |               |               |                    |                    |       |       |
| 2.ª                         | 2018                | 21                  | 14   | 4    | 3             | -             | -                  | 25                 | 17    |       |
| Total                       | Total               | 21                  | 14   | 4    | 3             | -             | -                  | 25                 | 17    |       |
| Lobos BUAP · México         |                     |                     |      |      |               |               |                    |                    |       |       |
| 1.ª                         | 2018/19             | 23                  | 16   | -    | -             | -             | -                  | 23                 | 16    |       |
| Total                       | Total               | 23                  | 16   | -    | -             | -             | -                  | 23                 | 16    |       |
| León · México               |                     |                     |      |      |               |               |                    |                    |       |       |
| 1.ª                         | 2019/20             | 20                  | 6    | -    | -             | 2             | 0                  | 22                 | 6     |       |
| Total                       | Total               | 20                  | 6    | -    | -             | 2             | 0                  | 22                 | 6     |       |
| Pachuca · México            |                     |                     |      |      |               |               |                    |                    |       |       |
| 1.ª                         | 2020                | 8                   | 0    | -    | -             | -             | -                  | 8                  | 0     |       |
| Total                       | Total               | 8                   | 0    | -    | -             | -             | -                  | 8                  | 0     |       |
| Bolívar · Bolivia           |                     |                     |      |      |               |               |                    |                    |       |       |
| 1.ª                         | 2021                | 22                  | 15   | -    | -             | 6             | 3                  | 28                 | 18    |       |
| Total                       | Total               | 22                  | 15   | -    | -             | 6             | 3                  | 28                 | 18    |       |
| Unión Argentina             |                     |                     |      |      |               |               |                    |                    |       |       |
| 1.ª                         | 2022                | -                   | -    | 9    | 1             | 0             | 0                  | 9                  | 1     |       |
| Total                       | Total               | -                   | -    | 9    | 1             | 0             | 0                  | 9                  | 1     |       |
| Deportivo Morón Argentina   |                     |                     |      |      |               |               |                    |                    |       |       |
| 2.ª                         | 2022                | 19                  | 4    | -    | -             | -             | -                  | 19                 | 4     |       |
| 2.ª                         | 2023                | 20                  | 3    | -    | -             | -             | -                  | 20                 | 3     |       |
| Total                       | Total               | 39                  | 7    | -    | -             | -             | -                  | 39                 | 7     |       |
| Tristán Suárez Argentina    |                     |                     |      |      |               |               |                    |                    |       |       |
| 2.ª                         | 2024                | 12                  | 1    | -    | -             | -             | -                  | 12                 | 1     |       |
| Total                       | Total               | 12                  | 1    | -    | -             | -             | -                  | 12                 | 1     |       |
| Provincial Osorno · Chile   |                     |                     |      |      |               |               |                    |                    |       |       |
| 3.ª                         | 2024                | 8                   | 1    | -    | -             | -             | -                  | 8                  | 1     |       |
| Total                       | Total               | 8                   | 1    | -    | -             | -             | -                  | 8                  | 1     |       |
| Total en su carrera         | Total en su carrera | Total en su carrera | 372  | 123  | 26            | 10            | 8                  | 3                  | 406   | 136   |

## Palmarés

### Campeonatos nacionales
| Título             | Club        | País   | Año  |
| ------------------ | ----------- | ------ | ---- |
| Torneo Clausura    | Cafetaleros | México | 2018 |
| Campeón de Ascenso | Cafetaleros | México | 2018 |